# Alfredo Cospito
Alfredo Cospito   (Pescara, 14 de juliol de 1967) és un anarquista italià. El 2012 va ser condemnat a 10 anys de presó per disparar al genoll el cap de la companyia nuclear italiana Ansaldo Nucleare i, més endavant, condemnat a cadena perpètua sense llibertat condicional per atacar amb explosius una caserna dels carabinieri sense morts.
El 2022, Cospito va ser ingressat al règim penitenciari 41-bis, que implica l'aïllament durant 22 hores del dia. En protesta, va iniciar una vaga de fam en curs des del 20 d'octubre de 2022. Hi va haver manifestacions en suport de Cospito en què es denunciava que «el règim d'aïllament és tortura i una eina més del sistema carcerari per a vulnerar els drets humans més fonamentals i aniquilar les preses rebels», atès que el ministre de Justícia italià, Carlo Nordio, havia rebutjat el recurs del seu advocat contra el règim d'aïllament. Cospito va confirmar als metges que continuaria la vaga de fam fins a les últimes conseqüències i va deixar al seu advocat una declaració escrita en què es negava a ser nodrit forçosament.
Cospito va estar en vaga de fam cent vuitanta-un dies, des del 20 d'octubre de 2022 fins al 19 d'abril de 2023. Quan va posar fi a la protesta, el seu advocat, Flavio Rossi Albertini, va declarar: «els objectius prefixats s'han complert» car el Tribunal Constitucional havia revisat el cas i acceptava alguns atenuants i, per tant, el Tribunal d'Apel·lació de Torí no podia imposar una cadena perpètua.

## Biografia
Cospito va néixer a Pescara el 1967. Va rebutjar fer el servei militar el 1991 després d'haver estat reclutat als vint-i-quatre anys i va ser condemnat a un any i nou mesos per deserció i més endavant indultat pel president d'Itàlia Francesco Cossiga després de realitzar una vaga de fam durant un mes. A principis dels anys 1990 va participar en accions d'okupació a Bolonya, Pescara i al llac Maggiore, essent detingut pel projecte de crear un centre social autogestionat en una fàbrica abandonada de Pescara. Posteriorment, es va traslladar a Torí on va conèixer la seva companya amb qui van regentar un estudi de tatuatges.

El 7 de maig de 2012, Cospito i el seu còmplice, Nicola Gai, van anar en moto fins a casa de Roberto Adinolfi, executiu de la companyia nuclear italiana Ansaldo Nucleare. La parella va disparar tres trets a Adinolfi a la cama, fracturant-li el genoll, una tàctica utilitzada anteriorment per les Brigades Roges. Una carta enviada al diari Corriere della Sera reivindicava la responsabilitat del tiroteig en nom del Nucleo Olga de la Federazione Anarchica Informale (FAI). A primera hora del matí del 14 de setembre de 2012, Cospito i Gai van ser detinguts a Torí. Cospito va ser declarat culpable i condemnat a deu anys i vuit mesos. Nicola Gai va ser alliberat el 2020.

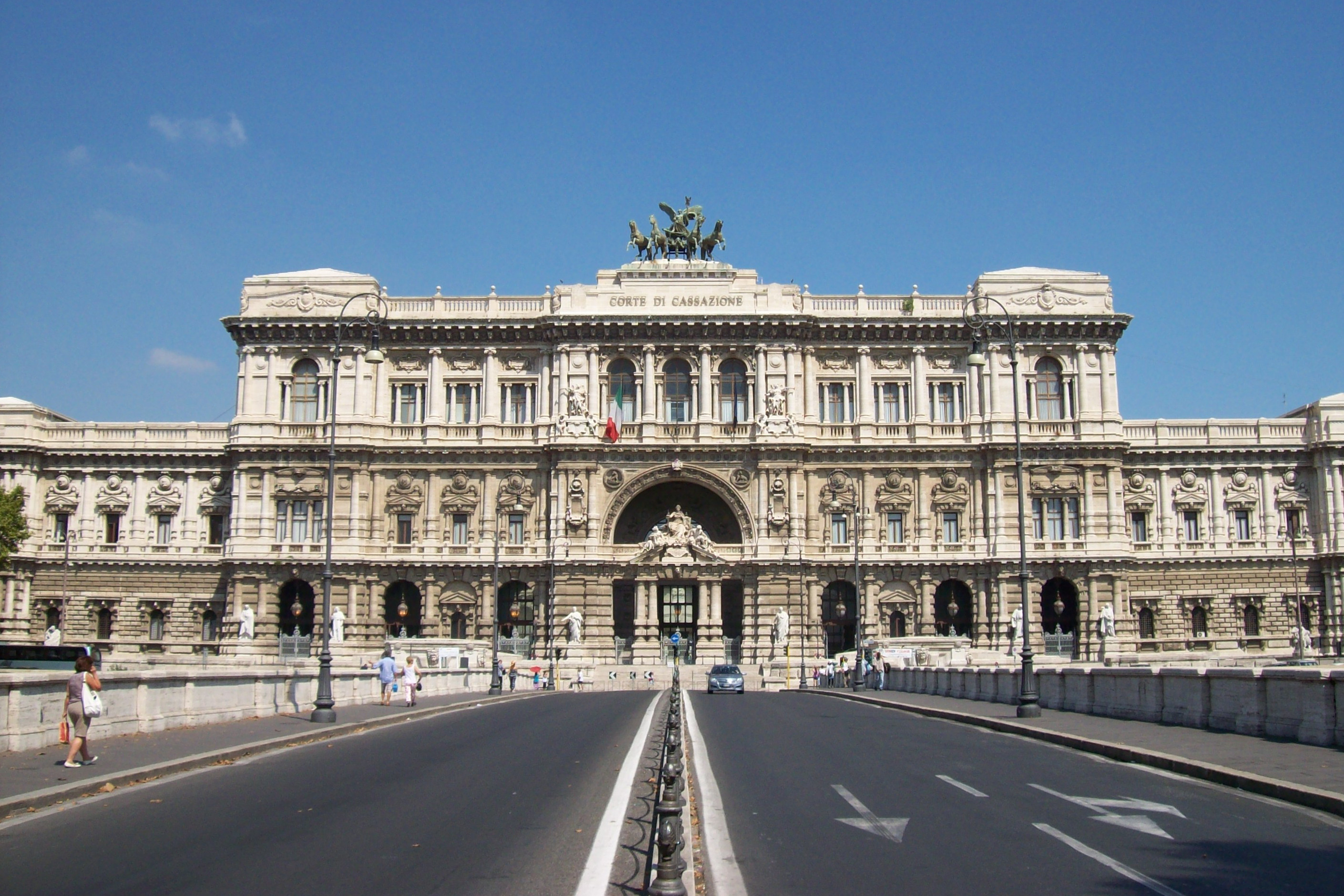
El Tribunal Suprem de Cassació de Roma

Mentre complia condemna, Cospito va rebre una condemna addicional de 20 anys per l'atemptat de 2006 contra una caserna de cadets de carabinieri prop de Torí. L'atemptat es va planificar amb una tècnica de trampa explosiva, amb dos artefactes explosius: un menor per atreure els cadets, i un segon amb una potència superior (500 grams de pólvora negra, juntament amb cargols i pedres) cronometrat per a explotar 15 minuts més tard. El tribunal va considerar que només per casualitat les dues explosions no van provocar cap víctima.
El Tribunal Suprem de Cassació va canviar la sentència a «massacre política», passant-la de 20 anys de presó a cadena perpètua sense llibertat condicional perquè, tot i que en l'atemptat no va morir ningú, la bomba podria haver ferit a nombroses persones. La FAI va declarar que es tractava d'un atac contra «la infame República Italiana i l'igualment infame aniversari dels carabinieri. Vam centrar-nos en l'escola de carabinieri de Fossano per a fer-los entendre benaviat quina admiració provoca en nosaltres, els explotats, la seva carrera militar criminal».

## 41-bis i vaga de fam
Cospito va ser traslladat al règim de presó restrictiu 41-bis a la presó de Bancali a Sàsser per ordre de l'aleshores ministra de Justícia Marta Cartabia el maig de 2022. Aquest règim es va crear per evitar que els caps de la màfia es comuniquessin amb les seves organitzacions a l'exterior i, més endavant, es va ampliar per a incloure «associacions criminals, terroristes o subversives», i implica l'aïllament durant 22 hores al dia, amb una sola visita al mes per locutori i vigilada, una trucada telefònica de 10 minuts al mes, limitacions en la possessió de llibres i objectes de l'exterior i intervenció del correu, entre altres mesures. L'accés als programes de rehabilitació també està limitat per a evitar la comunicació amb l'organització criminal a la qual pertany el reclús. Cospito va afirmar que «a més de la cadena perpètua, atès que des de la presó vaig seguir escrivint i col·laborant amb la premsa anarquista, es va decidir tancar-me la boca per sempre amb el 41-bis».
El 20 d'octubre de 2022, Cospito va iniciar una vaga de fam en contra de les condicions del règim del 41-bis, perdent gairebé 50 kg a data de 9 de febrer. Més de 200 advocats penalistes i juristes van signar una petició condemnant el tractament judicial de Cospito. En protesta, grups anarquistes van fer manifestacions a Bolonya, Torí i Roma. Un grup anarquista grec anomenat Revenge Cell Carlo Giuliani va atemptar contra el cotxe d'un diplomàtic. També hi va haver atacs a les oficines diplomàtiques italianes a l'Argentina, Bolívia, Alemanya, Grècia, Portugal, Espanya i Suïssa. En resposta, el ministre d'Afers Exteriors italià, Antonio Tajani, va afirmar que una xarxa anarquista internacional estava duent a terme un «atac contra Itàlia, contra les institucions italianes», mentre que el ministre de l'Interior, Matteo Piantedosi, va insistir en la «necessitat» del règim del 41-bis.
Es va produir un escàndol polític quan Giovanni Donzelli, el coordinador del partit governant Germans d'Itàlia, va declarar a la Cambra de Diputats que Cospito estava essent manipulat per membres de la màfia empresonats i va criticar que els membres del Partit Demòcrata es reunissin amb ell, mentre Giorgia Meloni, primera ministra i líder dels Germans d'Itàlia, va demanar calma. El tribunal de vigilància de Roma va rebutjar l'apel·lació de Cospito en contra de les seves condicions dins de presó i Amnistia Internacional va fer una declaració vindicant els drets humans de Cospito. El Tribunal Suprem de Cassació va fixar una data per a donar a conèixer el seu recurs contra el règim 41-bis el 20 d'abril de 2023, i després el va avançar al 24 de febrer, quan el metge i l'advocat de Cospito van argumentar que moriria a l'abril. A finals de gener, Cospito va ser traslladat de Sardenya a Milà a causa del deteriorament de la seva salut. Al febrer, el ministre de Justícia Carlo Nordio va dir que rebutjava el recurs de l'advocat de Cospito.
En aquest context, el 8 d'agost una nova intervenció de la policia italiana va detenir nou militants anarquistes i se'ls va aplicar la mesura cautelar d'arrest domiciliari en el marc d'una operació anomenada «Scripta Scelera».